# 條紋尾鯙
條紋尾鯙輻鰭魚綱鰻鱺目鯙亞目鯙科的其中一種，分布於中西太平洋區，包括巴布亞紐幾內亞、所羅門群島、帛琉等海域，棲息深度可達8公尺，體長可達53公分，生活在珊瑚礁區，為底棲性魚類，屬肉食性，生活習性不明。

## 擴展閱讀
維基物種上的相關：條紋尾鯙